# Grabian
Grabian là một xã trong quận Lushnjë thuộc hạt Fier, Albania. Dân số năm 2005 là 4868 người.